# Vallaure
Vallaure är en sjö i Arjeplogs kommun i Lappland och ingår i Byskeälvens huvudavrinningsområde. Sjön har en area på 0,669 kvadratkilometer och ligger 469,2 meter över havet. Vallaure ingår i naturreservatet Vallegielas och ligger i Byskeälven Natura 2000-område.

## Delavrinningsområde
Vallaure ingår i det delavrinningsområde (730702-161595) som SMHI kallar för Utloppet av Vallaure. Medelhöjden är 507 meter över havet och ytan är 5,03 kvadratkilometer. Det finns inga avrinningsområden uppströms utan avrinningsområdet är högsta punkten. Vattendraget som avvattnar avrinningsområdet har biflödesordning 3, vilket innebär att vattnet flödar genom totalt 3 vattendrag innan det når havet efter 199 kilometer. Avrinningsområdet består mestadels av skog (81 procent). Avrinningsområdet har 0,67 kvadratkilometer vattenytor vilket ger det en sjöprocent på 13,3 procent.